# Списък на спътници Космос (2001-2250)

## 1989
- Космос 2001 (февруари 14) Око система за ранно предупреждение
- Космос 2002 (февруари 14) Duga-K
- Космос 2002 SS 1 (dtto) ESO
- Космос 2002 SS 2 (dtto) ESO
- Космос 2002 SS 3 (dtto) ESO
- Космос 2002 SS 4 (dtto) ESO
- Космос 2002 SS 5 (dtto) ESO
- Космос 2002 SS 6 (dtto) ESO
- Космос 2002 SS 7 (dtto) ESO
- Космос 2002 SS 8 (dtto) ESO
- Космос 2002 SS 9 (dtto) ESO
- Космос 2002 SS 10 (dtto) ESO
- Космос 2003 (февруари 17) Облик
- Космос 2004 (февруари 22) Парус
- Космос 2005 (март 2) Кобальт
- Космос 2006 (март 16) Облик
- Космос 2007 (март 23) Терилен
- Космос 2008 (март 24) Стрела-1M COMM
- Космос 2009 (dtto) Стрела-1M COMM
- Космос 2010 (dtto) Стрела-1M COMM
- Космос 2011 (dtto) Стрела-1M COMM
- Космос 2012 (dtto) Стрела-1M COMM
- Космос 2013 (dtto) Стрела-1M COMM
- Космос 2014 (dtto) Стрела-1M COMM
- Космос 2015 (dtto) Стрела-1M COMM
- Космос 2016 (април 4) Парус
- Космос 2017 (април 6) Облик
- Космос 2018 (април 20) Кобальт
- Космос 2019 (май 5) Облик
- Космос 2020 (май 17) Кобальт
- Космос 2021 (май 24) Комета No. 11
- Космос 2022 (май 31) Ураган No. 28L GLONASS
- Космос 2023 (dtto) Ураган No. 29L GLONASS
- Космос 2024 (dtto) Etalon PKA No. 2L
- Космос 2025 (юни 1) Облик
- Космос 2026 (юни 7) Парус
- Космос 2027 (юни 14) Вектор
- Космос 2028 (юни 16) Облик
- Космос 2029 (юли 5) Облик
- Космос 2030 (юли 12) Кобальт
- Космос 2031 (юли 18) Дон
- Космос 2032 (юли 20) Облик
- Космос 2033 (юли 24) US-PM SIGINT/EORSAT
- Космос 2034 (юли 25) Парус
- Космос 2035 (август 2) Облик
- Космос 2036 (август 22) Облик
- Космос 2037 (август 28) Мусон No. 20 (Geo-IK)
- Космос 2038 (септември 14) Стрела-3 COMM
- Космос 2039 (dtto) Стрела-3 COMM
- Космос 2040 (dtto) Стрела-3 COMM
- Космос 2041 (dtto) Стрела-3 COMM
- Космос 2042 (dtto) Стрела-3 COMM
- Космос 2043 (dtto) Стрела-3 COMM
- Космос 2044 (септември 15) Бион No. 9
- Космос 2045 (септември 22) Облик
- Космос 2046 (септември 27) US-PM SIGINT/EORSAT
- Космос 2047 (октомври 3) Кобальт
- Космос 2048 (октомври 17) Облик
- Космос 2049 (нов 17) Терилен
- Космос 2050 (нов 23) Око система за ранно предупреждение
- Космос 2051 (нов 24) US-PM SIGINT/EORSAT
- Космос 2052 (нов 30) Кобальт
- Космос 2053 (декември 27) Kol'tso
- Космос 2053 SS 1 (dtto) ESO
- Космос 2053 SS 2 (dtto) ESO
- Космос 2053 SS 3 (dtto) ESO
- Космос 2053 SS 4 (dtto) ESO
- Космос 2053 SS 5 (dtto) ESO
- Космос 2053 SS 6 (dtto) ESO
- Космос 2053 SS 7 (dtto) ESO
- Космос 2053 SS 8 (dtto) ESO
- Космос 2053 SS 9 (dtto) ESO
- Космос 2053 SS 10 (dtto) ESO
- Космос 2053 SS 11 (dtto) ESO
- Космос 2053 SS 12 (dtto) ESO
- Космос 2053 SS 13 (dtto) ESO
- Космос 2053 SS 14 (dtto) ESO
- Космос 2053 SS 15 (dtto) ESO
- Космос 2053 SS 16 (dtto) ESO
- Космос 2053 SS 17 (dtto) ESO
- Космос 2053 SS 18 (dtto) ESO
- Космос 2053 SS 19 (dtto) ESO
- Космос 2053 SS 20 (dtto) ESO
- Космос 2053 SS 21 (dtto) ESO
- Космос 2053 SS 22 (dtto) ESO
- Космос 2053 SS 23 (dtto) ESO
- Космос 2053 SS 24 (dtto) ESO
- Космос 2053 SS 25 (dtto) ESO
- Космос 2053 SS 26 (dtto) ESO
- Космос 2053 SS 27 (dtto) ESO
- Космос 2053 SS 28 (dtto) ESO
- Космос 2053 SS 29 (dtto) ESO
- Космос 2053 SS 30 (dtto) ESO
- Космос 2053 SS 31 (dtto) ESO
- Космос 2053 SS 32 (dtto) ESO
- Космос 2053 SS 33 (dtto) ESO
- Космос 2053 SS 34 (dtto) ESO
- Космос 2053 SS 35 (dtto) ESO
- Космос 2053 SS 36 (dtto) ESO
- Космос 2054 (декември 27) Al'tair No. 14L

## 1990
- Космос 2055 (януари 17) Облик
- Космос 2056 (януари 18) Стрела-2 COMM
- Космос 2057 (януари 25) Кобальт
- Космос 2058 (януари 30) Целина-R SIGINT
- Космос 2059 (февруари 6) Duga-K
- Космос 2059 SS 1 (dtto) ESO
- Космос 2059 SS 10 (dtto) ESO
- Космос 2059 SS 2 (dtto) ESO
- Космос 2059 SS 3 (dtto) ESO
- Космос 2059 SS 4 (dtto) ESO
- Космос 2059 SS 5 (dtto) ESO
- Космос 2059 SS 6 (dtto) ESO
- Космос 2059 SS 7 (dtto) ESO
- Космос 2059 SS 8 (dtto) ESO
- Космос 2059 SS 9 (dtto) ESO
- Космос 2060 (март 14) US-PM SIGINT/EORSAT
- Космос 2061 (март 20) Парус
- Космос 2062 (март 22) Облик
- Космос 2063 (март 27) Око система за ранно предупреждение
- Космос 2064 (април 6) Стрела-1M COMM
- Космос 2065 (dtto) Стрела-1M COMM
- Космос 2066 (dtto) Стрела-1M COMM
- Космос 2067 (dtto) Стрела-1M COMM
- Космос 2068 (dtto) Стрела-1M COMM
- Космос 2069 (dtto) Стрела-1M COMM
- Космос 2070 (dtto) Стрела-1M COMM
- Космос 2071 (dtto) Стрела-1M COMM
- Космос 2072 (април 13) Терилен
- Космос 2073 (април 17) Облик
- Космос 2074 (април 20) Парус
- Космос 2075 (април 25) Ромб
- Космос 2075 SS 1 (dtto) ESO
- Космос 2075 SS 10 (dtto) ESO
- Космос 2075 SS 11 (dtto) ESO
- Космос 2075 SS 12 (dtto) ESO
- Космос 2075 SS 13 (dtto) ESO
- Космос 2075 SS 14 (dtto) ESO
- Космос 2075 SS 15 (dtto) ESO
- Космос 2075 SS 16 (dtto) ESO
- Космос 2075 SS 17 (dtto) ESO
- Космос 2075 SS 18 (dtto) ESO
- Космос 2075 SS 19 (dtto) ESO
- Космос 2075 SS 2 (dtto) ESO
- Космос 2075 SS 20 (dtto) ESO
- Космос 2075 SS 21 (dtto) ESO
- Космос 2075 SS 22 (dtto) ESO
- Космос 2075 SS 23 (dtto) ESO
- Космос 2075 SS 24 (dtto) ESO
- Космос 2075 SS 3 (dtto) ESO
- Космос 2075 SS 4 (dtto) ESO
- Космос 2075 SS 5 (dtto) ESO
- Космос 2075 SS 6 (dtto) ESO
- Космос 2075 SS 7 (dtto) ESO
- Космос 2075 SS 8 (dtto) ESO
- Космос 2075 SS 9 (dtto) ESO
- Космос 2076 (април 28) Око система за ранно предупреждение
- Космос 2077 (май 7) Кобальт
- Космос 2078 (май 15) Комета No. 12
- Космос 2079 (май 19) Ураган No. 46L GLONASS
- Космос 2080 (dtto) Ураган No. 51L GLONASS
- Космос 2081 (dtto) Ураган No. 52L GLONASS
- Космос 2082 (май 22) Целина-2 SIGINT
- Космос 2083 (юни 19) Облик
- Космос 2084 (юни 21) Око система за ранно предупреждение
- Космос 2085 (юли 18) Гейзер No. 17L
- Космос 2086 (юли 20) Облик
- Космос 2087 (юли 25) Око система за ранно предупреждение
- Космос 2088 (юли 30) Мусон No. 22 (Geo-IK)
- Космос 2089 (август 3) Кобальт
- Космос 2090 (август 8) Стрела-3 COMM
- Космос 2091 (dtto) Стрела-3 COMM
- Космос 2092 (dtto) Стрела-3 COMM
- Космос 2093 (dtto) Стрела-3 COMM
- Космос 2094 (dtto) Стрела-3 COMM
- Космос 2095 (dtto) Стрела-3 COMM
- Космос 2096 (август 23) US-PM SIGINT/EORSAT
- Космос 2097 (август 28) Око система за ранно предупреждение
- Космос 2098 (август 28) Вектор
- Космос 2099 (август 31) Облик
- Космос 2100 (септември 14) Парус
- Космос 2101 (октомври 1) Дон
- Космос 2102 (октомври 16) Кобальт
- Космос 2103 (нов 14) US-PM SIGINT/EORSAT
- Космос 2104 (нов 16) Облик
- Космос 2105 (dtto) Око система за ранно предупреждение
- Космос 2105 (нов 20) Око система за ранно предупреждение
- Космос 2106 (нов 28) Kol'tso
- Космос 2106 SS 1 (dtto) ESO
- Космос 2106 SS 10 (dtto) ESO
- Космос 2106 SS 11 (dtto) ESO
- Космос 2106 SS 12 (dtto) ESO
- Космос 2106 SS 13 (dtto) ESO
- Космос 2106 SS 14 (dtto) ESO
- Космос 2106 SS 15 (dtto) ESO
- Космос 2106 SS 16 (dtto) ESO
- Космос 2106 SS 17 (dtto) ESO
- Космос 2106 SS 18 (dtto) ESO
- Космос 2106 SS 19 (dtto) ESO
- Космос 2106 SS 2 (dtto) ESO
- Космос 2106 SS 20 (dtto) ESO
- Космос 2106 SS 21 (dtto) ESO
- Космос 2106 SS 22 (dtto) ESO
- Космос 2106 SS 23 (dtto) ESO
- Космос 2106 SS 24 (dtto) ESO
- Космос 2106 SS 25 (dtto) ESO
- Космос 2106 SS 26 (dtto) ESO
- Космос 2106 SS 27 (dtto) ESO
- Космос 2106 SS 3 (dtto) ESO
- Космос 2106 SS 4 (dtto) ESO
- Космос 2106 SS 5 (dtto) ESO
- Космос 2106 SS 6 (dtto) ESO
- Космос 2106 SS 7 (dtto) ESO
- Космос 2106 SS 8 (dtto) ESO
- Космос 2106 SS 9 (dtto) ESO
- Космос 2107 (декември 4) US-PM SIGINT/EORSAT
- Космос 2108 (декември 4) Кобальт
- Космос 2109 (декември 8) Ураган No. 47L GLONASS
- Космос 2110 (dtto) Ураган No. 48L GLONASS
- Космос 2111 (dtto) Ураган No. 49L GLONASS
- Космос 2112 (декември 10) Стрела-2 COMM
- Космос 2113 (декември 21) Терилен
- Космос 2114 (декември 22) Стрела-3 COMM
- Космос 2115 (dtto) Стрела-3 COMM
- Космос 2116 (dtto) Стрела-3 COMM
- Космос 2117 (dtto) Стрела-3 COMM
- Космос 2118 (dtto) Стрела-3 COMM
- Космос 2119 (dtto) Стрела-3 COMM
- Космос 2120 (декември 26) Облик

## 1991
- Космос 2121 (януари 17) Облик
- Космос 2122 (януари 18) US-PM SIGINT/EORSAT
- Космос 2123 (февруари 5) Цикада/RS-12/RS-13
- Космос 2124 (февруари 7) Кобальт
- Космос 2125 (февруари 12) Стрела-1M COMM
- Космос 2126 (dtto) Стрела-1M COMM
- Космос 2127 (dtto) Стрела-1M COMM
- Космос 2128 (dtto) Стрела-1M COMM
- Космос 2129 (dtto) Стрела-1M COMM
- Космос 2130 (dtto) Стрела-1M COMM
- Космос 2131 (dtto) Стрела-1M COMM
- Космос 2132 (dtto) Стрела-1M COMM
- Космос 2133 (февруари 14) Прогноз система за ранно предупреждение, 2nd generation
- Космос 2134 (февруари 15) Комета No. 13
- Космос 2135 (февруари 26) Парус
- Космос 2136 (март 6) Облик
- Космос 2137 (март 19) Тайфун-1B
- Космос 2138 (март 26) Кобальт
- Космос 2139 (април 4) Ураган No. 50L GLONASS
- Космос 2140 (dtto) Ураган No. 53L GLONASS
- Космос 2141 (dtto) Ураган No. 54L GLONASS
- Космос 2142 (април 16) Парус
- Космос 2143 (май 16) Стрела-3 COMM
- Космос 2144 (dtto) Стрела-3 COMM
- Космос 2145 (dtto) Стрела-3 COMM
- Космос 2146 (dtto) Стрела-3 COMM
- Космос 2147 (dtto) Стрела-3 COMM
- Космос 2148 (dtto) Стрела-3 COMM
- Космос 2149 (май 24) Кобальт
- Космос 2150 (юни 11) Стрела-2 COMM
- Космос 2151 (юни 13) Целина-R SIGINT
- Космос 2152 (юли 9) Облик
- Космос 2153 (юли 10) Neman
- Космос 2154 (август 22) Парус
- Космос 2155 (септември 13) Прогноз система за ранно предупреждение, 2nd generation
- Космос 2156 (септември 19) Кобальт
- Космос 2157 (септември 28) Стрела-3 COMM
- Космос 2158 (dtto) Стрела-3 COMM
- Космос 2159 (dtto) Стрела-3 COMM
- Космос 2160 (dtto) Стрела-3 COMM
- Космос 2161 (dtto) Стрела-3 COMM
- Космос 2162 (dtto) Стрела-3 COMM
- Космос 2163 (октомври 9) Дон
- Космос 2164 (октомври 10) Тайфун-1B
- Космос 2165 (нов 12) Стрела-3 COMM
- Космос 2166 (dtto) Стрела-3 COMM
- Космос 2167 (dtto) Стрела-3 COMM
- Космос 2168 (dtto) Стрела-3 COMM
- Космос 2169 (dtto) Стрела-3 COMM
- Космос 2170 (dtto) Стрела-3 COMM
- Космос 2171 (нов 20) Кобальт
- Космос 2172 (нов 22) Гейзер No. 18L
- Космос 2172 (нов 27) Парус
- Космос 2174 (декември 17) Комета No. 14
- Космос 2175 (януари 21) Кобальт

## 1992
- Космос 2176 (януари 24) Око система за ранно предупреждение
- Космос 2177 (януари 29) Ураган No. 68L GLONASS
- [[Космос 2178
- Космос 2179 Ураган No. 71L GLONASS
- Космос 2180 (февруари 17) Парус
- Космос 2181 (март 9) Цикада
- Космос 2182 (април 1) Кобальт
- Космос 2183 (април 8) Neman
- Космос 2184 (април 15) Парус
- Космос 2185 (април 29) Комета No. 15
- Космос 2186 (май 28) Кобальт
- Космос 2187 (юни 3) Стрела-1M COMM
- Космос 2188 (dtto) Стрела-1M COMM
- Космос 2189 (dtto) Стрела-1M COMM
- Космос 2190 (dtto) Стрела-1M COMM
- Космос 2191 (dtto) Стрела-1M COMM
- Космос 2192 (dtto) Стрела-1M COMM
- Космос 2193 (dtto) Стрела-1M COMM
- Космос 2194 (dtto) Стрела-1M COMM
- Космос 2195 (юли 1) Парус
- Космос 2196 (юли 8) Око система за ранно предупреждение
- Космос 2197 (юли 13) Стрела-3 COMM
- Космос 2198 (dtto) Стрела-3 COMM
- Космос 2199 (dtto) Гонец-D
- Космос 2200 (dtto) Стрела-3 COMM
- Космос 2201 (dtto) Гонец-D
- Космос 2202 (dtto) Стрела-3 COMM
- Космос 2203 (юли 24) Кобальт
- Космос 2204 (юли 30) Ураган No. 56L GLONASS
- Космос 2205 (dtto) Ураган No. 72L GLONASS
- Космос 2206 (dtto) Ураган No. 74L GLONASS
- Космос 2207 (юли 30) Облик
- Космос 2208 (август 12) Стрела-2 COMM
- Космос 2209 (септември 10) Око система за ранно предупреждение?
- Космос 2210 (септември 22) Кобальт
- Космос 2211 (октомври 20) Стрела-3 COMM
- Космос 2212 (dtto) Стрела-3 COMM
- Космос 2213 (dtto) Стрела-3 COMM
- Космос 2214 (dtto) Стрела-3 COMM
- Космос 2215 (dtto) Стрела-3 COMM
- Космос 2216 (dtto) Стрела-3 COMM
- Космос 2217 (октомври 21) Око система за ранно предупреждение
- Космос 2218 (октомври 29) Парус
- Космос 2219 (нов 17) Целина-2 SIGINT
- Космос 2220 (нов 20) Кобальт
- Космос 2221 (нов 24) Целина-D SIGINT
- Космос 2222 (нов 25) Око система за ранно предупреждение
- Космос 2223 (декември 9) Neman
- Космос 2224 (декември 17) Прогноз система за ранно предупреждение, 2nd generation
- Космос 2225 (декември 22) Дон
- Космос 2226 (декември 22) Мусон No. 23
- Космос 2227 (декември 25) Целина-2 SIGINT
- Космос 2228 (декември 25) Целина-D SIGINT
- Космос 2229 (декември 29) Бион No. 10

## 1993
- Космос 2230 (януари 12) Цикада
- Космос 2231 (януари 19) Кобальт
- Космос 2232 (януари 26) Око система за ранно предупреждение
- Космос 2233 (февруари 9) Парус
- Космос 2234 (февруари 17) Ураган No. 73L GLONASS
- Космос 2235 (dtto) Ураган No. 59L GLONASS
- Космос 2236 (dtto) Ураган No. 57L GLONASS
- Космос 2237 (март 26) Целина-2 SIGINT
- Космос 2238 (март 30) US-PM SIGINT/EORSAT
- Космос 2239 (април 1) Парус
- Космос 2240 (април 2) Кобальт
- Космос 2241 (април 6) Око система за ранно предупреждение
- Космос 2242 (април 16) Целина-R SIGINT
- Космос 2243 (април 27) Комета No. 16
- Космос 2244 (април 28) US-PU SIGINT/EORSAT
- Космос 2245 (май 11) Стрела-3 COMM
- Космос 2246 (dtto) Стрела-3 COMM
- Космос 2247 (dtto) Стрела-3 COMM
- Космос 2248 (dtto) Стрела-3 COMM
- Космос 2249 (dtto) Стрела-3 COMM
- Космос 2250 (dtto) Стрела-3 COMM